# سيسلي سترونغ
سيسلي ليغلر سترونغ (بالإنجليزية: Cecily Legler Strong) مواليد (8 فبراير، 1984)، ممثلة و كوميدية أمريكية. إشتهرت بدورها في برنامج المنوعات الكوميدي ساترداي نايت لايف على قناة "NBC"، إنضمت للبرنامج 2012.

## نشأتها
ولدت سترونغ في سبرينغفيلد، الينوي، وتربت في أوك بارك، الينوي. والدتها بينولبي ووالدها بيل سترونغ، الذي عمل في وكالة أسوشيتد برس. إرتادت مدرسة أوك بارك أند ريفر الثانوية، انتقلت بعدها إلى أكاديمية شيكاغو للفنون وتخرجت في 2002. بعد المدرسة الثانوية ارتادت سترونغ معهد كاليفورنيا للفنون و تخرجت في 2006.

## سيرتها المهنية
- ساترداي نات لايف (2012-الآن)
- الرئيسة (2016)

## وصلات خارجية
- سيسلي سترونغ على موقع IMDb (الإنجليزية)
- سيسلي سترونغ على موقع ميوزك برينز (الإنجليزية)
- سيسلي سترونغ على موقع قاعدة بيانات الفيلم (الإنجليزية)